# Trachelipus radui
Trachelipus radui is een pissebed uit de familie Trachelipodidae. De wetenschappelijke naam van de soort is voor het eerst geldig gepubliceerd in 2000 door Tomescu & Olariu.